# 神奈川県立磯子工業高等学校
神奈川県立磯子工業高等学校（かながわけんりつ いそごこうぎょうこうとうがっこう）は、神奈川県横浜市磯子区に所在する公立の工業高等学校。略称は「磯工（いそこう）」。

## 設置学科
全日制課程
- 機械科 (M)
- 電気科 (E)
- 建設科 (K)
- 化学科 (C)

定時制課程
- 総合学科（単位制）
  - 工業技術系列
  - 情報技術系列
  - 自然科学系列
  - 人文国際系列

## 最寄り駅
- 京急本線屏風浦駅徒歩13分
- 根岸線洋光台駅、または磯子駅より
  - 江ノ電バス D4で、『正門前』下車
  - 徒歩25分

## 沿革
- 1961年
  - 8月1日 新設工業高等学校設立準備室が県教育庁内に設置される
  - 10月1日 磯子工業高等学校創立、県広報に公示
  - 12月25日 仮校舎神奈川県立神奈川工業高等学校に移転
- 1962年4月5日 開校式・入学式挙行
- 1963年
  - 4月6日 第2校舎（神奈川県立追浜高等学校）入校式ならびに対面式
  - 10月1日 本校舎を横浜市磯子区森町1280に移転
  - 10月21日 知事、教育庁臨席のもとに入校式挙行
- 1964年
  - 4月1日 定時制新設
  - 5月15日 校舎第2期工事完了（実習棟）
  - 11月21日 校歌制定
- 1965年
  - 3月16日 第1回卒業式挙行
  - 10月1日 校舎第3期工事完了（管理棟）
- 1966年3月14日 体育館工事完了
- 1967年3月8日 定時制第1回卒業式挙行
- 1968年4月1日 定時制化学工学科募集停止
- 1969年4月1日 定時制電気科募集停止
- 1970年
  - 4月1日 格技場工事完了
  - 7月5日 住居表示変更に伴い、現在の住所 横浜市磯子区森5-24-1となる
- 1971年
  - 3月7日 創立10周年記念誌発行
  - 5月26日 プール工事完了
- 1973年3月31日 クラブ部室棟工事完了
- 1974年2月1日 校舎B棟増築工事完了
- 1981年10月1日 創立20周年記念誌発行
- 1985年4月1日 昭和60年度より電気科、電子科くくり募集開始
- 1987年3月26日 コンピュータ室A,B室完成
- 1988年
  - 3月30日 MCセンタ完成
  - 3月31日 コンピュータ室C,D室完成
  - 4月1日 学科改編により化学工学科を化学科とする
  - 7月27日 第26回全国高等学校射撃選手権大会優勝
- 1989年
  - 3月28日 化学科プラント実習棟改修完了
  - 3月29日 外周道路完成
  - 3月31日 プール用温水シャワー取付工事完了
  - 4月1日 学科改編により電気科・電子科を統合し電気科とする
  - 8月31日 体育館改修工事完了
- 1990年
  - 3月27日 学科改編に伴う電気科、化学科改修工事、及びC棟リフレッシュ工事完了
  - 5月1日 機械警備導入
- 1991年
  - 3月31日 機械科改修工事、グラウンド改修工事完了
  - 4月1日 学科改編により土木科を建設科とする
  - 10月1日 創立30周年記念誌発行
  - 12月27日 B棟リフレッシュ工事完了
- 1992年10月7日 A棟リフレッシュ工事完了
- 1993年12月13日 家庭科室完成
- 1997年9月11日 増築棟リフレッシュ工事完了
- 2001年10月1日 創立40周年記念誌発行
- 2007年
  - 4月1日 定時制総合学科開校
  - 11月 台湾で開かれたロボット競技の国際大会「ワールド・ロボット・オリンピアード（WRO）」で、県立磯子工業高等学校のチームが、日本のチームとしては初めて優勝を果たした。
- 2008年11月16日 磯工祭（文化祭）の様子（設計製作部・鉄道研究部中心）がTVKのコンシェルジュ神奈川で放送された。
- 2009年
  - 4月 平成21年度入学生より建設科の科称『D科』が『K科』へ変更された。並びに襟校章・科章の形状が変更された。
  - 6月 A棟耐震工事のためのプレハブ仮校舎の着工開始
  - 7月 プレハブA棟仮校舎完成
  - 7月16日 A棟引越し作業開始(7月20日迄)
  - 7月21日 プレハブA棟仮校舎使用開始
- 2010年1月 A棟耐震工事完成

## 行事

### 1学期
4月
入学式
生徒対面式
始業式
生徒会予算編成
健康診断
新入生オリエンテーション
5月
生徒総会
PTA総会
中間試験
修学旅行（3年）
1・2年遠足
6月
工場見学
7月
期末試験
交通講話
保護者面談
終業式

### 2学期
8月
夏季クラブ活動
9月
始業式
工場見学
10月
創立記念日
中間試験
磯工祭（文化祭）
11月
生徒会役員選挙
中学生1日体験入学
12月
期末試験
保護者面談
保健交通講話
校外マラソン大会
終業式

### 3学期
1月
始業式
3年卒業テスト
前期入学選抜検査
2月
後期入学選抜検査
3月
1・2年学年末試験
芸術鑑賞会
卒業式
保護者面談
教科書販売
終業式

## 部活動・同好会
運動部
空手道部
硬式テニス部
サッカー部
山岳部
水泳部
卓球部
バスケットボール部
バドミントン部
バレーボール部
硬式野球部
ライフル射撃部
レスリング部
剣道部
陸上競技部
文化部
囲碁将棋部
磯工グリーンクラブ
軽音楽部
写真部
設計製作部
鉄道研究部
天文部
技術研究部
漫画研究部
建築研究部
化学部
パソコン部
ビッグバンド部
電気研究部
同好会
ダンス同好会
自然科学同好会
茶道同好会

## 著名な出身者
- 三浦みつる（漫画家）
- 亘健太郎（お笑いコンビ・フルーツポンチ）
- 内藤律樹（プロボクサー